# Libertas Trogylos Basket 2012-2013
La stagione 2012-2013 della Libertas Trogylos Basket è stata la ventisettesima consecutiva disputata in Serie A1 femminile.
Sponsorizzata dalla Isab Energy, la società siracusana si è classificata al sesto posto nella massima serie e ha partecipato ai play-off per lo scudetto, ma è stata eliminata ai quarti dalla Lavezzini Parma.

## Verdetti stagionali
Competizioni nazionali
- Serie A1:

stagione regolare: 6º posto su 10 squadre (7-11);
play-off: eliminato al primo turno da Parma (0-2).

## Rosa
| Giocatrici |
| ---------- |

| N° | Naz.                   | Ruolo | Sportivo          | Anno | Alt. |  |
| -- | ---------------------- | ----- | ----------------- | ---- | ---- |  |
| 4  | Serbia (bandiera)      | P     | Marija Erić       | 1983 | 164  |  |
| 5  | Italia (bandiera)      | PG    | Susanna Bonfiglio | 1974 | 178  |  |
| 6  | Italia (bandiera)      | PG    | Valentina Donvito | 1978 | 177  |  |
| 7  | Italia (bandiera)      | PG    | Elena Bestagno    | 1991 | 177  |  |
| 8  | Italia (bandiera)      | PG    | Ilaria Milazzo    | 1994 | 172  |  |
| 11 | Cuba (bandiera)        | A     | Tania Seino       | 1973 | 186  |  |
| 14 | Italia (bandiera)      |       | Andrea Arena      | 1995 |      |  |
| 15 | Stati Uniti (bandiera) | C     | Kelley Cain       | 1989 | 198  |  |
| 16 | Italia (bandiera)      | P     | Giorgia Guerri    | 1994 | 167  |  |
|    | Italia (bandiera)      |       | Federica Vicario  | 1996 |      |  |

| Staff tecnico                                        |
| ---------------------------------------------------- |
| Allenatore: Santino Coppa                            |
| Vice allenatore: Aldo Gierardini                     |
| Assistenti allenatore: Alex Blanco e Andrea Bianca   |
| Addetti statistiche : Corrado Esposito e Alex Blanco |
| Allenatore settore giovanile: Carmine Bonomo         |
| Preparatore atletico: Dario Penisi                   |
| Fisioterapisti: Mario Quartararo e Ugo Sortino       |
| Medici sociali: Luigi Raia e Matteo Fucile           |
| Addetto arbitri: Sebastiano Costanzo                 |

| Giocatrici acquisite a stagione in corso |
| ---------------------------------------- |

| N° | Naz.                  | Ruolo | Sportivo                        | Anno | Alt. |  |
| -- | --------------------- | ----- | ------------------------------- | ---- | ---- |  |
| 7  | Montenegro (bandiera) | C     | Hajdana Radunović (dal 10 gen.) | 1978 | 191  |  |
| 13 | Serbia (bandiera)     | A     | Monika Veselovski (dal 2 nov.)  | 1977 | 183  |  |

| Giocatrici cedute a stagione in corso |
| ------------------------------------- |

| N° | Naz.                   | Ruolo | Sportivo                       | Anno | Alt. |  |
| -- | ---------------------- | ----- | ------------------------------ | ---- | ---- |  |
| 10 | Bulgaria (bandiera)    | C     | Dimana Georgieva (fino a dic.) | 1988 | 190  |  |
| 12 | Regno Unito (bandiera) | A     | Mary Durojaye (fino a dic.)    | 1990 | 185  |  |

Scheda su LegABasketFemminile.it

## Dirigenza
La dirigenza è composta da:
- Presidente e team manager: Nicolò Natoli
- Vicepresidenti: Nestore De Sanctis, Salvatore Limeri
- Segretario: Mario Esposito
- Resp. amministrativo: Luciano Giarratana
- Dirigente responsabile: Fabrizio Milani
- Addetto stampa: Nadia Germano
- Logistica: Gianni Vecchio
- Resp. Internet: Corrado Acillaro
- Responsabile Sede: Andrea Blanco
- Responsabile minibasket e settore giovanile: Sofia Vinci

## Statistiche
| Isab Energy Priolo 2012-2013 |         |         |         |     |      |       |       |           |           |           |           |           |           |             |             |             |          |          |          |        |        |       |       |     |      |      |      |
| Giocatrice                   | Partite | Partite | Partite | Pun | Min. | Falli | Falli | Tiri da 2 | Tiri da 2 | Tiri da 2 | Tiri da 3 | Tiri da 3 | Tiri da 3 | Tiri Liberi | Tiri Liberi | Tiri Liberi | Rimbalzi | Rimbalzi | Rimbalzi | Stopp. | Stopp. | Palle | Palle | Ass | Val. | Val. | A+dP |
| Giocatrice                   | Pr      | PG      | SF      | Pun | Min. | C     | S     | R         | T         | %         | R         | T         | %         | R           | T           | %           | O        | D        | T        | D      | S      | P     | R     | Ass | Lega | OER  | A+dP |
| Donvito Valentina            | 20      | 19      | 18      | 218 | 580  | 31    | 49    | 55        | 101       | 54,5      | 26        | 75        | 34,7      | 30          | 44          | 68,2        | 12       | 46       | 58       |        | 8      | 46    | 31    | 22  | 184  | 0,83 | 7    |
| Eric Marija                  | 21      | 21      | 21      | 211 | 673  | 57    | 113   | 38        | 89        | 42,7      | 26        | 70        | 37,1      | 57          | 78          | 73,1        | 3        | 39       | 42       |        | 9      | 70    | 44    | 56  | 214  | 0,74 | 30   |
| Veselovski Monica            | 18      | 18      | 18      | 202 | 578  | 50    | 60    | 51        | 115       | 44,3      | 19        | 60        | 31,7      | 43          | 51          | 84,3        | 15       | 53       | 68       |        | 2      | 62    | 27    | 26  | 156  | 0,72 | -9   |
| Cain Kelley Linn             | 20      | 18      | 17      | 178 | 494  | 51    | 32    | 75        | 132       | 56,8      |           |           |           | 28          | 46          | 60,9        | 50       | 117      | 167      | 20     | 3      | 44    | 21    | 6   | 251  | 0,81 | -17  |
| Seino Tania                  | 21      | 21      | 20      | 168 | 698  | 59    | 41    | 58        | 160       | 36,2      | 10        | 35        | 28,6      | 22          | 29          | 75,9        | 24       | 150      | 174      |        | 5      | 57    | 52    | 25  | 205  | 0,60 | 20   |
| Milazzo Ilaria               | 21      | 21      |         | 100 | 306  | 33    | 20    | 26        | 64        | 40,6      | 13        | 29        | 44,8      | 9           | 9           | 100,0       | 8        | 10       | 18       |        | 3      | 25    | 8     | 9   | 40   | 0,73 | -8   |
| Bonfiglio Susanna            | 21      | 15      | 4       | 92  | 219  | 30    | 17    | 37        | 67        | 55,2      | 0         | 2         | 0,0       | 18          | 24          | 75,0        | 8        | 26       | 34       | 1      | 2      | 10    | 15    | 10  | 89   | 0,67 | 15   |
| Bestagno Elena               | 21      | 20      | 3       | 58  | 332  | 28    | 22    | 13        | 50        | 26,0      | 5         | 21        | 23,8      | 17          | 24          | 70,8        | 6        | 23       | 29       | 2      | 3      | 24    | 11    | 5   | 12   | 0,53 | -8   |
| Radunovic Hajdana            | 10      | 10      | 3       | 57  | 256  | 20    | 23    | 22        | 65        | 33,8      | 1         | 6         | 16,7      | 10          | 16          | 62,5        | 12       | 31       | 43       | 2      | 6      | 22    | 11    | 7   | 41   | 0,51 | -4   |
| Georgieva Dimana             | 11      | 9       | 1       | 27  | 117  | 21    | 9     | 9         | 22        | 40,9      | 0         | 2         | 0,0       | 9           | 10          | 90,0        | 5        | 18       | 23       | 2      |        | 13    | 2     | 1   | 14   | 0,47 | -10  |
| Durojaye Mary                | 3       | 2       |         | 2   | 17   |       | 1     | 1         | 4         | 25,0      |           |           |           |             |             |             | 2        | 2        | 4        |        |        |       |       |     | 4    | 0,17 |      |
| Guerri Giorgia               | 20      | 2       |         |     | 5    | 1     | 1     |           |           |           |           |           |           |             |             |             |          |          |          |        |        | 1     |       |     | -1   | 0,00 | -1   |
| Arena Andrea                 | 2       |         |         |     |      |       |       |           |           |           |           |           |           |             |             |             |          |          |          |        |        |       |       |     |      | 0,00 |      |
| Vicario Federica             | 1       |         |         |     |      |       |       |           |           |           |           |           |           |             |             |             |          |          |          |        |        |       |       |     |      | 0,00 |      |